# Tmesisternus pseudirregularis
Tmesisternus pseudirregularis là một loài bọ cánh cứng trong họ Cerambycidae.